# Герб Кенії
Герб Ке́нії — два леви, що тримають масайські списи і щит. Щит розфарбований у національні кольори, з яких:
- Чорний представляє народ Кенії
- Зелені — сільське господарство, природні ресурси та багаті ґрунти Кенії
- Червоний — кров пролита в ході боротьби за свободу
- Білі — прагнення до єдності та миру

У центрі червоної смуги розташований півень, що тримає сокиру, який, відповідно до місцевих звичаїв, позначає нове й благополучне життя.
Щит і леви стоять на горі Кенія з прикладами місцевої сільськогосподарської продукції (Кава, піретрум, Агава, чай, кукурудза та ананаси).
В основі герба написано слово harambee. На суахілі harambee означає «воєдино», або «всі за одного». Це крик рибалок, коли вони тягнуть свої сіті у напрямку берега.